# Corpsing
Corpsing é uma gíria teatral britânica para risadas não intencionais durante uma performance não humorística. Na TV e no cinema norte-americanos, isso geralmente é chamado de breaking character ou, simplesmente, breaking (em português, "quebra de personagem[carece de fontes?]", ou "sair do personagem"). A origem do termo corpsing em si não é clara, mas pode vir de provocar um ator a rir enquanto retrata um cadáver. Existem muitos exemplos visíveis de corpsing, por exemplo, em artistas que estão interpretando personagens adormecidos ou inconscientes.

## Exemplos
Um aspecto significativo do fenômeno são as tentativas frequentemente deliberadas e geralmente benignas entre os atores de causar isso nos membros do elenco. Durante os esquetes de "Pete and Dud" na série de comédia da BBC Not Only... But Also, Peter Cook improvisava na tentativa de fazer Dudley Moore sair do personagem, e muitas vezes conseguia.
O corpsing não é exclusivo do teatro. Um exemplo amplamente reproduzido ocorreu no programa de críquete Test Match Special, em 1991, quando Jonathan Agnew comentou que um batedor "não conseguiu superar a perna", fazendo Brian Johnston cair na gargalhada.
Na cena final do episódio "Gourmet Night", de Fawlty Towers, quando Basil (John Cleese) mergulha na brincadeira com as mãos e a separa, a atriz Prunella Scales, que interpreta sua esposa Sybil, pode ser vista claramente ao fundo tentando reprimir sua risada. [carece de fontes?]
No filme A Vida de Brian, do grupo Monty Python, há uma cena em que Michael Palin (como Pôncio Pilatus) menciona um amigo com o nome Biggus Dickus (um trocadilho com "big dick", "pênis grande"), o que faz rir vários atores que interpretam soldados romanos. Ainda no personagem, e de maneira longa e prolongada, ele confronta os soldados e os desafia a rir enquanto repete o nome. O próprio Palin quase sai do personagem, mais obviamente quando pergunta a um soldado se ele o acha "wisible" (a palavra risible, com um impedimento de fala) quando ele diz o nome Biggus Dickus. Os soldados perdem completamente a compostura quando ele menciona o nome da esposa de Biggus Dickus, que é Incontinentia Buttocks. "Cacos" de roteiro como esse foram intencionais para tirar uma reação autêntica dos atores.
O esquete "Church Police" no Monty Python Live no Hollywood Bowl também contém uma quantidade considerável de corpsing, principalmente de Eric Idle e Terry Jones. Além disso, no ponto em que a Polícia da Igreja de mesmo nome chega, Jones perde a peruca, provocando mais corpsings (e os outros atores tentando encobrir Jones para que ele possa recuperá-la).
Um exemplo americano de parceiros de comédia tentando tirar alguém do personagem é entre Tim Conway e Harvey Korman durante o Carol Burnett Show. As instâncias incluem Conway como um dentista inepto que acidentalmente se injeta com anestésico, fazendo com que Korman perca a compostura constantemente enquanto fica preso em uma cadeira de dentista, Vicki Lawrence dando uma palestra durante um esboço da Família e fazendo Carol Burnett perder o foco durante as duas gravações e Conway dando uma história sobre elefantes durante um esboço de família e fazendo todo o elenco se desfazer em lágrimas rindo. Esse personagem de destaque foi geralmente reconhecido pelos membros do elenco como uma parte importante do show, devido à sua popularidade entre o estúdio e o público doméstico.
Da mesma forma, durante a produção de Mork e Mindy, Pam Dawber frequentemente achava impossível manter a compostura adequada ao ver as improvisações cômicas da co-estrela Robin Williams durante as filmagens, e sua reação divertida é visível nos episódios exibidos.[carece de fontes?]Mindy Cohn, da fama de The Facts of Life, também teve problemas em manter uma cara séria durante as cenas e pode ser vista sorrindo como se ela estivesse se divertindo bastante durante a série. [carece de fontes?]No episódio de Friends, 'The One With Joey's New Brain', Phoebe (Lisa Kudrow) grita junto com uma gaita de fole com a colega de elenco Jennifer Aniston sentada no sofá ao lado dela e claramente tentando não rir. [carece de fontes?]
No programa americano Saturday Night Live, o corpsing não é incentivado mas há diversos esquetes notáveis por causa de atores rindo:
- o primeiro esquete com o personagem Matt Foley (Chris Farley) como um palestrante motivacional, que fez Farley, David Spade e Christina Applegate rirem enquanto tentavam disfarçar;
- o esquete com a personagem Debbie Downer (Rachel Dratch) com a atriz Lindsay Lohan, em que o elenco todo ri quando Debbie anuncia que não pode mais ter filhos;
- Jimmy Fallon e Horatio Sanz costumavam rir e sair do personagem em várias esquetes enquanto faziam parte do elenco[7][8][9];
- o personagem Stefon (Bill Hader) no quadro "Weekend Update": entre o ensaio final e o programa ao vivo, algumas piadas eram reescritas sem informar Hader, fazendo com que ele risse não intencionalmente ao vê-las pela primeira vez ao vivo[carece de fontes?].

No filme A Christmas Story, há algumas cenas em que os membros do elenco claramente riem. Quando a família janta em um restaurante chinês, um pato é servido à família que ainda estava com a cabeça presa. Melinda Dillon reagiu e começou a rir porque recebeu intencionalmente o roteiro errado, resultando em sua perda de compostura de forma constante ao longo da cena. [carece de fontes?] Ela se perde completamente quando o servidor corta a cabeça do pato.
O episódio do Red Green Show "The Beef Project" contém uma cena de "game show" em que muitos dos competidores se encontram. A cena é um esquete semelhante ao programa Jeopardy!, onde os participantes respondem a perguntas sobre carros; cada um recebe um dispositivo gerador de ruído diferente para usar enquanto "entra". A buzina do carro de Ben Franklin (Dave Thomas) falha continuamente, fazendo com que o irmão de Ben Dougie (Ian Thomas, irmão da vida real de Dave) caia na gargalhada.
A sitcom irlandesa Mrs. Brown's Boys apresenta regularmente linhas de improvisação de Agnes Brown (Brendan O'Carroll) para fazer os outros membros do elenco corpsarem. Um exemplo disso é quando um membro do elenco tropeça em uma linha complicada e Agnes comenta que ele 'deve ter cagado quando viu no roteiro' e o fez repetir. Esses incidentes são intencionalmente deixados nos episódios para efeito. [carece de fontes?]